# わたしの願い
『わたしの願い』（わたしのねがい）は、髙田三郎が作曲した合唱曲。全編でピアノ伴奏を伴う。作詩は高野喜久雄。

## 概説
1961年（昭和36年）度文化庁芸術祭参加作品として、NHKの委嘱により混声合唱版が作曲され、同年の芸術祭賞を受賞した。放送初演は、合唱＝東京混声合唱団、指揮＝田中信昭。のち女声合唱にも編曲された。男声合唱版は合唱指揮者須賀敬一による編曲のものがある。
作曲にあたり、NHKの担当プロデューサーである三枝健剛はヘミングウェイ『老人と海』の映画を見て「あのような音楽作品を作ってい欲しい」と高田に依頼し、二人は「今度の番組はこういう作品を作りたい」という強い意向を持って制作に取り掛かった。ところが当初依頼した詩人が書き上げた詩は芭蕉の俳句を散りばめたもので、二人の考えとは相容れないものであった。二人はその詩人に書き直しを依頼するも、詩人はついに書き直しをせず、高田は既成の詩に作曲する方針に転換した（高田は後年、この書き直しの依頼について「ぼくは、このことについてあとになって後悔しました。詩人がちゃんと書いてくれていたのに書き直してくれというのは失礼なことですよ。わるかったと思ってます。しかしぼくも若かったし、三枝さんと二人夢中だったんですね。」と述懐している）。二人は資料室からアンソロジーを何冊か借りてきて丸一日読み進めたところ、高野喜久雄の「いま わたしがほしいのは」という詩に着目、「この詩だけでは二十五分番組には足りないから、別の詩を足すか、新しく書いてもらう」との高田の意向を受けて、NHKは高野と交渉し、高野は詩をもう一編書き足すこととなった。
高田が書いた初の混声合唱曲で、この頃から高田の作曲活動は合唱曲の比重が大きくなっていく。また高田と高野のコンビはのちに高田の代表作『水のいのち』（1964年）の制作へとつながっていく。

## 組曲構成
全2楽章である。
1. いま わたしがほしいのは
「いま　わたしがほしいのは　何も　見てない眼　何も　聞いていない耳　おしだまる口だ」と始まり、詩はパラドックス（逆説）が続く。「演出者の　おのぞみどおりの　ものになるなってやる」でffの頂点に達するまで登り、一筋の長いクレッシェンドの持続に合唱が持っていくが、直後バリトンソロは「わたしは　やけのやんぱちではない」と静かに否定する。「いま　はっきりと　わたしは言える　言えるのだ」と結びに入っていく[1]。
2. 雲雀にかわれ
高田は「ぼくはフーガを書いたんです。最後の『まことに高きものの名を呼びかわしつつひた舞い上がる雲雀にかわれ』というテクストによって。次から次に舞い上がっていく雲雀はフーガにピッタリなんですよ。高き者の名とは、ぼくにとっては神の名です。あるいは絶対者、超越者の名を呼びかわしながらです。」と語っている[1]。
また、後年「ひとつのテーマ（テクストからいえば、ひとつのことば）にだけよって音楽を書いていく最も見事な方法はフーガである。私は前期の四行の、前の二行を主題とし、後ろの二行を対主題としてフーガを書いた。そして、これらの旋律は、これらの希望に満ち満ちたことばを刻一刻より一層高く舞い上がらせ続けながら、途中のAndante assaiとModeratoの四十五秒も入れて全部で四分間歌い続け、高揚し続けたのであった。だから、この昔からの手法でラヴェルも、メシアンもフーガを書いているのだと思うのである。」[2]とも語っている。

## 楽譜
混声版、女声版はカワイ出版から、男声版（須賀版）は東海メールクワィアーから出版されている。